# David F. Noble

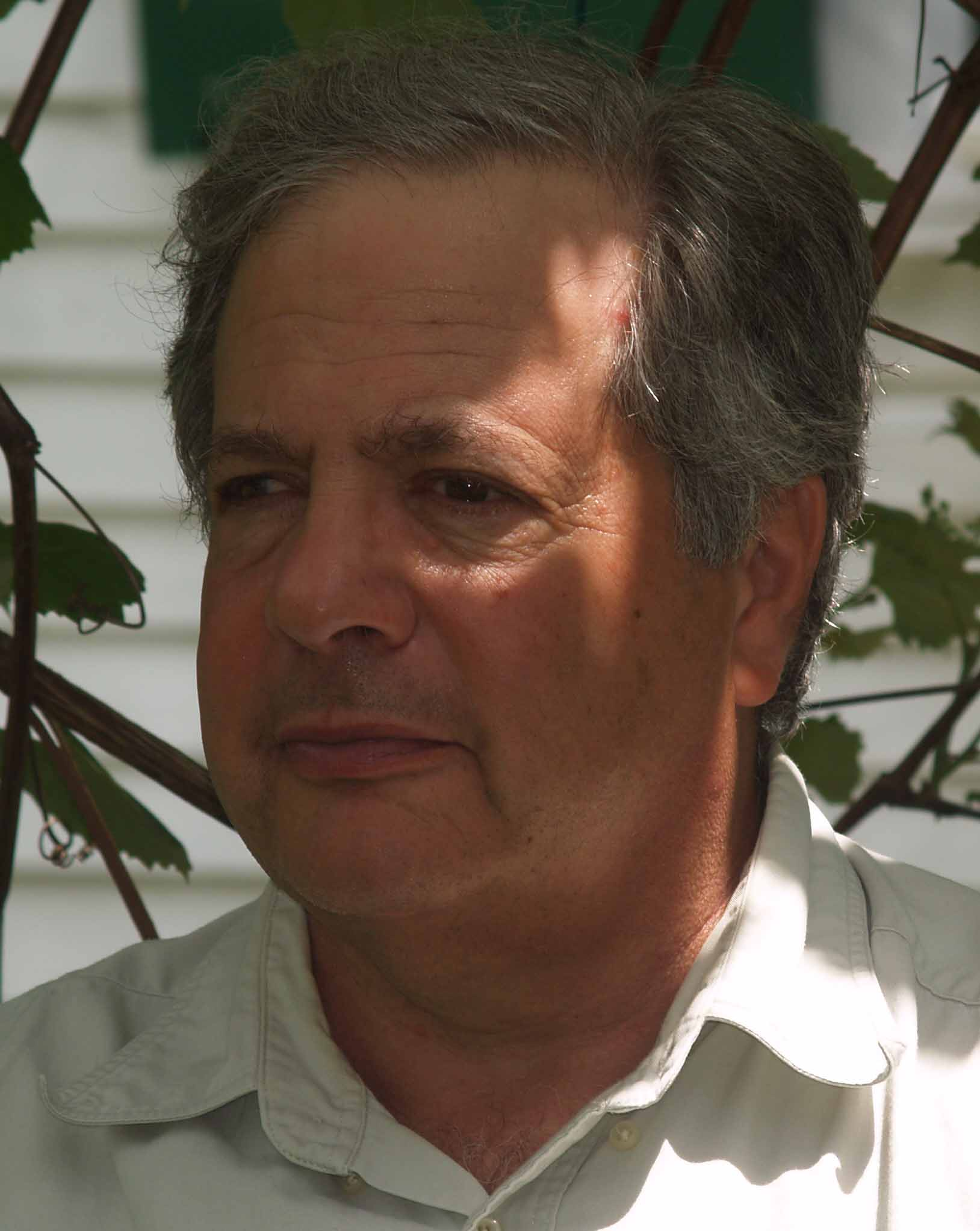
David Noble

David Franklin Noble (* 22. Juli 1945 in New York City, Vereinigte Staaten; † 27. Dezember 2010 in Toronto, Kanada) war ein US-amerikanischer Technologie-, Wissenschafts- und Bildungshistoriker.

## Leben
David F. Noble arbeitete am Massachusetts Institute of Technology (MIT) sowie an der Smithsonian Institution und lehrte an der York University (Kanada).
Am bekanntesten wurde sein Standardwerk zur Sozialgeschichte der Automatisierung. In seinem Buch über Maschinenstürmer versucht er zu zeigen, dass das Verhalten der Ludditen durchaus rational gewesen sei, während die heutige ergebene Haltung gegenüber dem sogenannten technischen Fortschritt zutiefst irrational sei.

## Schriften
- America by Design. Science, Technology, and the Rise of Corporate Capitalism. Oxford University Press, 1977, ISBN 0195026187.
- Forces of Production. A Social History of Industrial Automation. Oxford University Press, New York 1984, ISBN 0394512626.
- Maschinenstürmer oder Die komplizierten Beziehungen der Menschen zu ihren Maschinen. Aus dem Amerikanischen von Paula Bradish. Wechselwirkung, Berlin 1986, ISBN 3924709009. (Die Ausgabe enthält zusätzlich einen Aufsatz über Die Entwicklung numerisch gesteuerter Werkzeugmaschinen.)
- David Noble: A World Without Women. The Christian Clerical Culture of Western Science. New York 1992, ISBN 039455650X.
- Progress Without People. In Defense of Luddism. Kerr, Chicago 1993.
- The Religion of Technology: The Divinity of Man and the Spirit of Invention. Knopf, New York 1997.
- Digital diploma mills. The automation of higher education. Monthly Review Press, New York 2001, ISBN 1-58367-061-0.
- Beyond the Promised Land. The Movement and the Myth. Between the Lines Press, 2005, ISBN 1-897071-01-9.